# 拉马泽尔
拉马泽尔（法語：Lamazère，法語發音：[lamazɛʁ]）是法国热尔省的一个市镇，属于米朗德区。

## 地理
拉马泽尔（43°33'26"N, 0°27'9"E）面积7.47 平方千米，位于法国奧克西塔尼大區热尔省，该省份为法国西南部内陆省份，北起顺时针与洛特-加龙省、塔恩-加龙省、上加龙省、上比利牛斯省、大西洋比利牛斯省和朗德省接壤。
与拉马泽尔接壤的市镇（或旧市镇、城区）包括：利勒德诺埃、米拉蒙达斯塔拉克、穆谢斯、圣让勒孔塔勒。

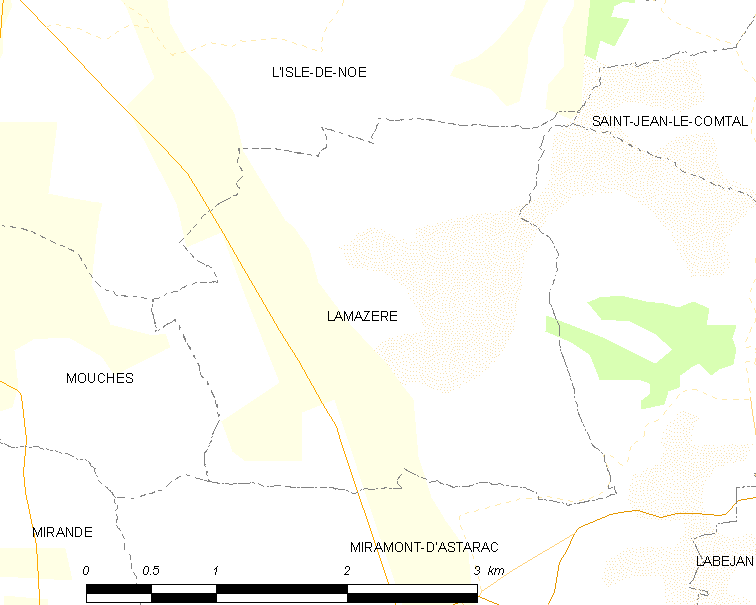
拉马泽尔的OSM定位图

拉马泽尔的时区为UTC+01:00、UTC+02:00（夏令时）。

## 行政
拉马泽尔的邮政编码为32300，INSEE市镇编码为32187。

## 政治
拉马泽尔所属的省级选区为米朗德-阿斯塔拉克县。

## 人口

1962-2008年间拉马泽尔人口变化图示

拉马泽尔于2022年1月1日时的人口数量为130人。